# Herbert Freudenberger
Herbert J. Freudenberger (26. listopadu 1927 Frankfurt nad Mohanem – 29. listopadu 1999 New York City) byl americký psychoanalytik německého původu.
V článku Staff burnout publikovaném v roce 1974 v časopise Journal of Social Issues popsal syndrom vyhoření a díky jeho popisu se v následujících letech strhl obrovský zájem psychologů o tuto nemoc, což vedlo k poměrně podrobnému popsání jak vývoje, tak následků i prevence této choroby. Sám byl psychoanalytik pracující s dobrovolníky v pomocných profesích zejména v zařízeních provozujících paliativní péči na kterých tento syndrom pozoroval a díky tomu ho i popsal. V roce 1980 publikoval s Geraldine Richelson knihu Burn Out: The High Cost of High Achievement.